# Мундуруку (язык)
Мундуруку́ — язык народа мундуруку, распространённый в Амазонии, главным образом в бразильском штате Пара. Относится к семье тупи, в рамках которой наряду с почти вымершим языком куруая формирует отдельную группу. Число носителей около 7 000 человек (2000, Ethnologue). Статус языка благополучный, немалая часть носителей — монолингвы.
Для фонологии характерен богатый вокализм: имеется пять гласных ([i], [e], [a], [o] (причём [o] обычно реализуется как звук достаточно высокого подъёма, близкий к [u]), [ə], каждый из которых может быть также скрипучим, назализованным и одновременно скрипучим и назализованным. Гласные также противопоставляются по тону (высокий и низкий), при этом на скрипучих гласных возможен только низкий тон, а на чистых гласных всегда появляется высокий тон, если в предыдущем слоге гласный скрипучий. Контрасты по тону и фонации не отражаются в орфографии: ср. орфографическое ipararak, соответствующее [ipararak] 'он(а) обгорел(а) на солнце' и [ipa̰ra̰ra̰k] 'он(а) боится'.
Представлены также различные типы редупликации. Существует гармония гласных и согласных по назальности: признак назальности распространяется справа налево с назализованных гласных на сонорные, к которым в мундуруку относятся гласные, носовые, аппроксиманты ([w], [y], [r], [h], [ʔ]): ср. [õẽʔ̃ə̃] 'он умер' (морфологически o-e-ʔə̃)
В ряде синтаксических и морфологических контекстов начальных согласный ряда морфем подвергается озвончению либо оглушению: [ayatʃat pətet] 'имя женщины', но [toʃaw bətet] 'имя вождя'.
Основной порядок слов в предложении OVS, возможен также SOV. Различается отторжимая и неотторжимая принадлежность (при отторжимой принадлежности добавляется особый префикс). Тип маркирования в предикации вершинный.
Алфавит на основе латиницы разработан на рубеже 1960-х — 1970-х годов и включает следующие буквы: A a, Ã ã, B b, C c, E e, Ẽ ẽ, G̃ g̃, H h, I i, Ĩ ĩ, J j, K k, M m, N n, O o, Õ õ, P p, R r, S s, T t, U u, Ũ ũ, W w, X x, Y y, '.